# كسر مصري

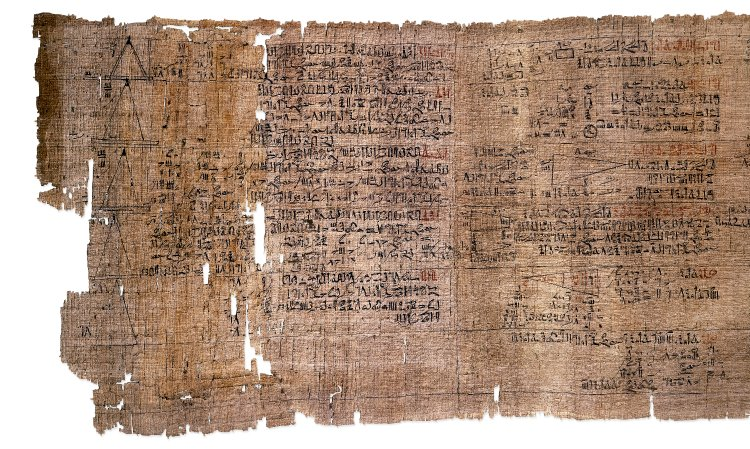

الكسر المصري هو مجموع عدة كسور واحدية، مثلاً 
{\displaystyle {\tfrac {1}{2}}+{\tfrac {1}{3}}+{\tfrac {1}{16}}}. حيث بسط كل كسر يساوي واحدا، ومقامه عدد صحيح موجب وجميع المقامات مختلفة عن بعضها البعض. ويساوي مجموع هذه الكسور كسرا (مثلاً مجموع الكسور السابقة يساوي 43/48). من الممكن تمثيل أي عدد كسري موجب على شكل كسر مصري.

## مصر القديمة
تم تطوير الكسر المصري في عهد الدولة الوسطى المصرية، بتطوير نظام عد عين حورس في الدولة القديمة.

## نظرية الأعداد العصرية
انظر إلى معضلة أيردوس-غراهام وإلى معضلة زنام وإلى امتداد أنجل.

## معضلات مفتوحة
- تتعلق حدسية إيردوس-شتراوس بطول أقصر امتداد لكسر على الشكل {\displaystyle {\frac {4}{n}}}. هل الامتداد موجود بالنسبة لجميع الأعداد n ؟ هل الامتداد

{\displaystyle {\frac {4}{n}}={\frac {1}{x}}+{\frac {1}{y}}+{\frac {1}{z}}}
موجود بالنسبة لجميع قيم n ؟ حاليا، يعلم أن هذا الأمر صحيح عندما يكون n أصغر من 1014.